# 7232 Nabokov
A 7232 Nabokov (ideiglenes jelöléssel 1985 UQ) a Naprendszer kisbolygóövében található aszteroida. Antonín Mrkos fedezte fel 1985. október 20-án.
Nevét Vladimir Nabokov (1899–1977) orosz származású amerikai író után kapta.